# Landelies
Landelies (en wallon Landliye) est une section de la commune belge de Montigny-le-Tilleul, située en Région wallonne dans la province de Hainaut.
C'était une commune à part entière avant la fusion des communes de 1977.
Elle est située en bord de Sambre, un affluent de la Meuse.

## Toponymie
Le nom de Landelies trouve son origine dans le mot latin Landiliacus (fundus) signifiant Propriété de Landilla.
Selon d'autres sources, Landelies tirerait son nom du brigand Maurosus (VIIe siècle) qui changea son nom en « Landelin » une fois repenti et converti au christianisme.
Selon d'autres sources encore, ce nom proviendrait de « Landes-li », soit « Le lieu des landes » , les landes étant de vastes étendues de terre inculte couverte de bruyères, de genêts, etc.

## Géographie et géologie
Le village situé sur la rive gauche de la Sambre est bordé par un plateau calcaire à l'ouest et par la Sambre à l'est et au sud. Son altitude varie de 110 mètres au niveau de la Sambre à 195 mètres à la limite avec Fontaine-l'Évêque. Le relief est parfois accidenté avec des affleurements de rochers surtout en bord de Sambre qui a creusé une profonde vallée entre les terrains gréseux et calcaires.
Au niveau géologique, les formations formant le sol de Landelies se sont déposées pour la plupart durant le Dévonien supérieur et le Carbonifère, plus précisément du Frasnien au Namurien.
Plusieurs phénomènes géologiques intéressants sont observables à Landelies. Citons notamment :
- la Faille du Midi, fracture principale entre le synclinorium de Dinant et le synclinal de Namur. Cette faille parcourt le Nord, le Hainaut et le Namurois sur le parcours pris par la Sambre et la Meuse (en Wallonie entre Namur et Liège) d'ouest en est ;

- le lambeau de poussée de Landelies, aussi appelé Massif de la Tombe. Il s'étend en aval de Landelies, de part et d'autre de la Sambre. On peut également l'observer à Fontaine-l'Evêque, Mont-sur-Marchienne et Monceau-sur-Sambre. La surface sur laquelle s'est effectué le charriage du lambeau est appelée Faille de la Tombe. D'autres failles secondaires (faille de Landelies, faille de Gaux, etc.), existent à l'intérieur du lambeau lui-même.

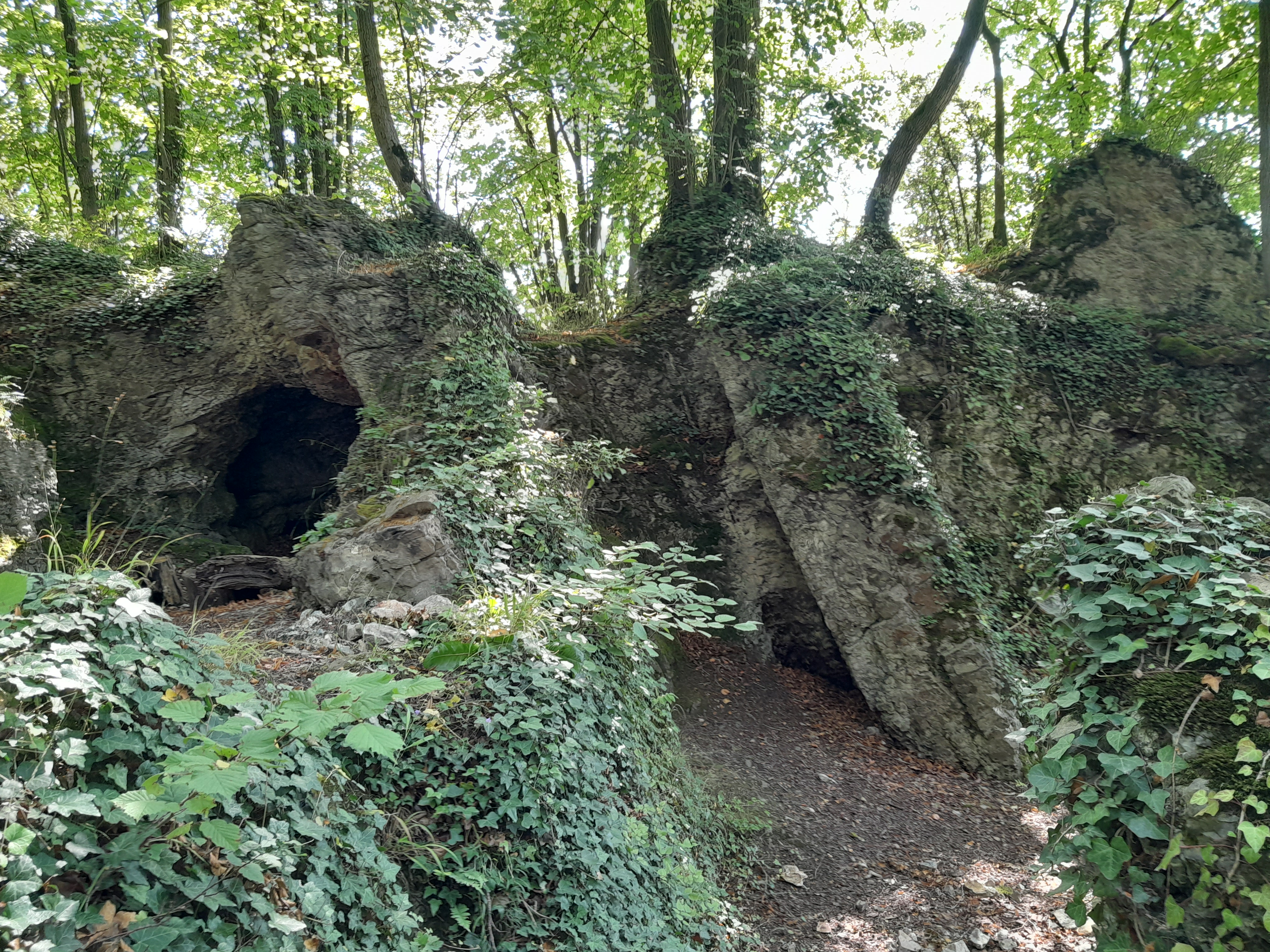
Lapié karstique de Landelies.

- la Fenêtre de Landelies : Durant les deux derniers millions d'années, la Sambre a creusé son lit par enfoncements successifs, en relation avec les périodes de glaciation de l'Europe du Nord. Cette érosion a bien fait apparaître les couches du Carbonifère supérieur sur lesquelles reposaient le bord nord du synclinorium de Dinant et le massif de la Tombe. Les couches de cet affleurement sont plus jeunes que celles qui les entourent : c'est la « Fenêtre de Landelies ».

- le Grand Lapié de Leernes-Landelies : Un lapié (ou lapia) est un phénomène karstique en surface, grâce auquel le sommet du calcaire forme un relief très découpé marqué d'entonnoirs profonds et séparés par un alignement de chicots résiduels.

Les rochers calcaires des anciennes carrières de Landelies en bord de Sambre, hauts de 42 m, constituent le plus important site d'escalade de la région de Charleroi.

## Évolution démographique
- Sources : INS, Rem. : 1831 jusqu'en 1970 = recensements, 1976 = nombre d'habitants au 31 décembre.
- 1900 : Scission de Goutroux en 1896

## Histoire

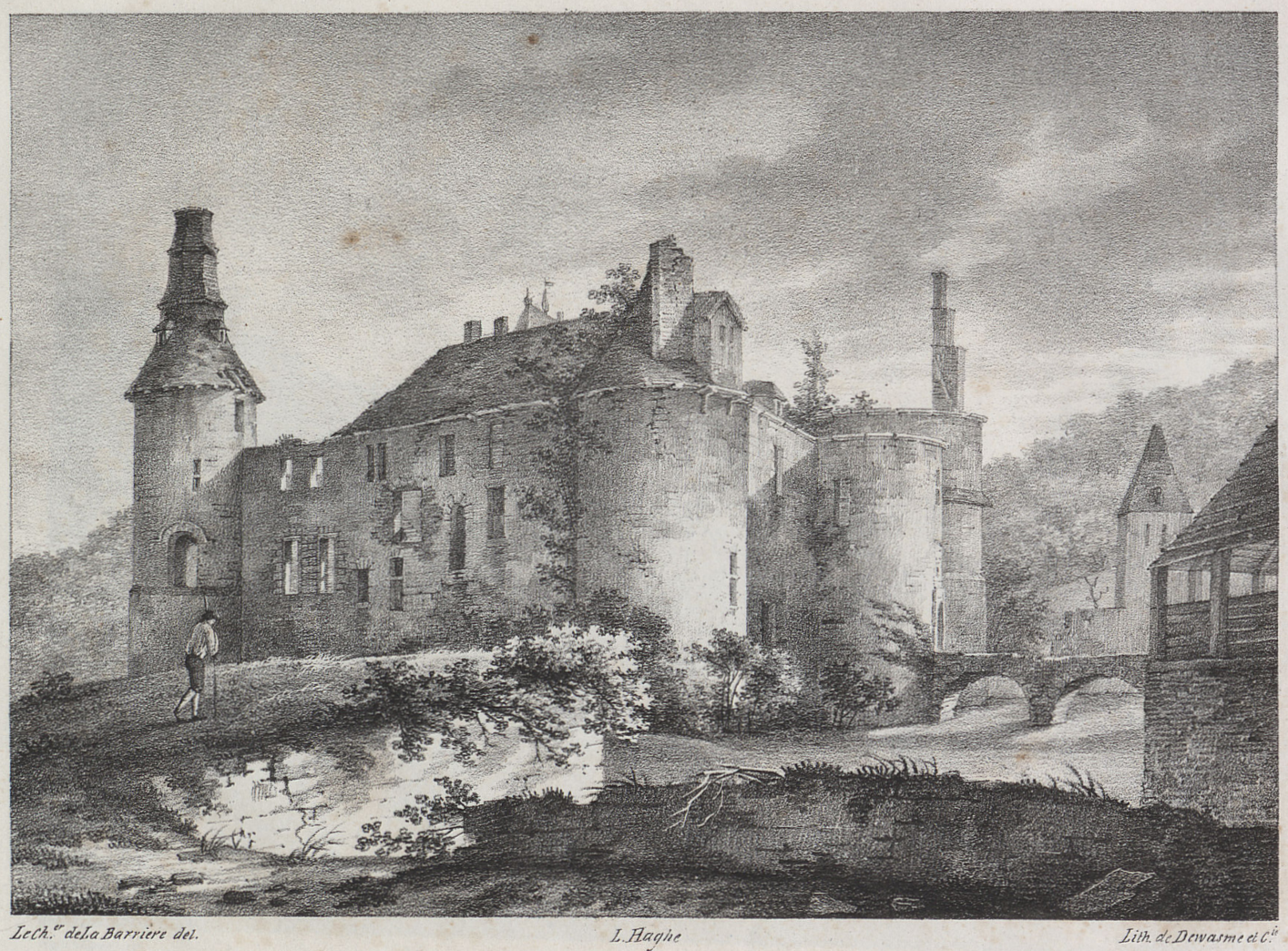
Le château de Landelies selon une lithographie de Prosper de la Barrière (1823).

### Préhistoire
Une présence humaine est attestée à Landelies dès la Préhistoire avec des silex taillés en de nombreux endroits.

### Antiquité
De la période romaine, l'on a notamment retrouvé des sépultures au lieudit « Calvaire Mascaut », des monnaies d'Antonin, des fibules et autres petits objets de la vie quotidienne. Une atelier de construction et de réparation de bateaux datant de l'époque romaine a également été identifié à la « Jambe de Bois » et des tuiles romaines à « La Flatte Roque ».

### Moyen Âge
En 653, le village était la résidence de saint Landelin, moine d'origine franque, fondateur des abbayes d'Aulne et de Lobbes ainsi que de l'abbaye de Crespin (Valenciennes).

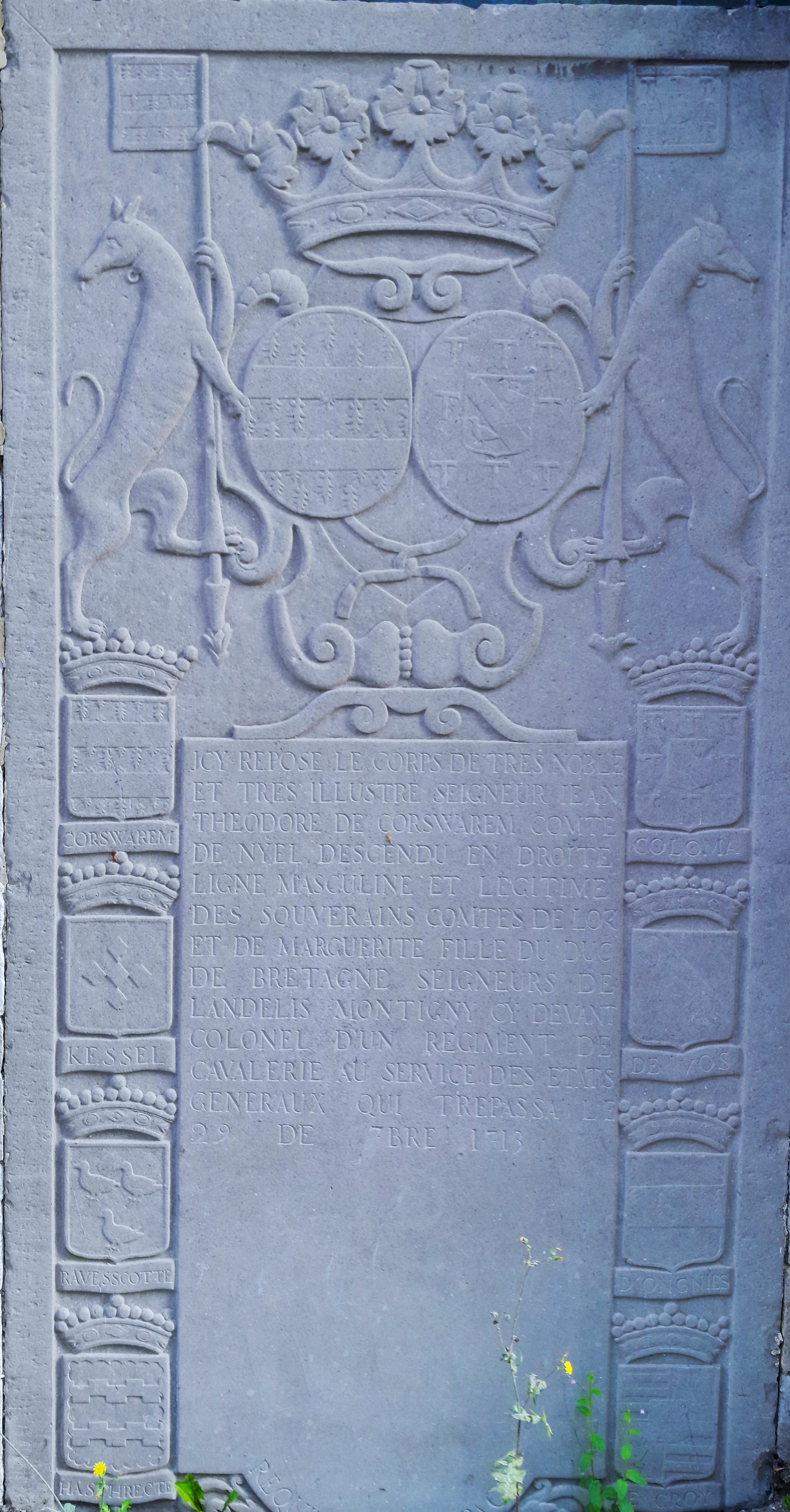
Stèle de la famille de Corswarem.

Au Moyen Âge et jusqu'à la Révolution française, la seigneurie de Landelies relève de la principauté de Liège. Le plus ancien seigneur connu est Gauthier Castellin en 1227. En 1315, le village appartient au seigneur de Beaufort et en 1448 à Jacques de Morialmez. Plus tard, il passe dans le giron des familles de Corswarem (dont on retrouve encore des stèles dans l'Église Saint-Martin), de Marbais et de Looz et Niel. Le château des Looz-Corswarem maintenant disparu constituait la demeure seigneuriale. Le dernier seigneur et habitant du château de Landelies a été Guillaume Joseph Alexandre de Looz-Corswarem, prince de Rheina-Wolbeck, comte de Niel, baron de Landelies. Lorsqu'il décède en 1803, le château est vendu en plusieurs lots et démoli par les acquéreurs qui réutilisent les matériaux pour la construction de maisons du village.

### Époque contemporaine
Landelies connaît un développement économique significatif dès la première partie du XIXe siècle. Il est lié à l'ouverture de carrières d'un calcaire très pur et à la canalisation de la Sambre avec la construction d'écluses en sous le régime hollandais. En 1836, la navigation connaît un essor supplémentaire avec la canalisation de la Sambre française. À partir de 1850, trois chantiers navals sont établis aux environs du déversoir. Ces ateliers étaient en mesure, outre leur activité de réparation, de construire en moyenne six bateaux par an. Un relais de batellerie est également installé en 1907 en amont du village.
En 1852, Landelies voit l'arrivée du chemin de fer et la construction d'une gare. La gare et les ateliers de réparation de locomotives dans des hangars à proximité ont notoirement facilité le transport de personnes et de marchandises (notamment en provenance des carrières de calcaires et de grès).
Landelies s'étendait autrefois jusqu'au hameau de « La Bretagne » qui, en 1896, a fini par en être séparé administrativement donnant naissance à la commune de Goutroux. Au total, les deux communes comptaient chacune environ 1 100 habitants déjà à l'époque (pour 1200 maintenant à Landelies).
De juillet 1942 à septembre 1944, la commune de Landelies est intégrée au Grand Charleroi sous occupation allemande.
Lors de la fusion des communes en 1977, Landelies est fusionnée avec Montigny-le-Tilleul, tandis que Goutroux a été fusionnée à Charleroi avec 14 autres communes.

## Liste des bourgmestres jusqu'en 1977
- Pierre François Velart (vers 1750) : mayeur ;
- Gilles Mathieu (1801-1807) : maire ;
- André Bouton (1808-1814) : maire ;
- Albert Picard (1815-1824) : maire/mayeur ;
- Charles Decamps (1825-1848) ;
- Lambert Loiseau (1848-1854) ;
- Émile Decamps (1854-1878) : ingénieur civil ;
- Laurent Augustin, industriel (1878-1880) ;
- Jean-Pierre Couturier (1881-1888) ;
- Désiré Laloyaux (1888-1907) ;
- Hector Bouton (1907-1921) ;
- Fernand Bal (1921-1936) ;
- Fernand Farcy (1936- 938) ;
- E. Lagage (1938-1942 et 1944) ;
- F. Peeters (1944-1946) ;
- Arthur Noël (1947-1961) ;
- Lucien Brunard (1961-octobre 1967) ;
- Henri Laloyaux (octobre 1967-1976).

## Patrimoine

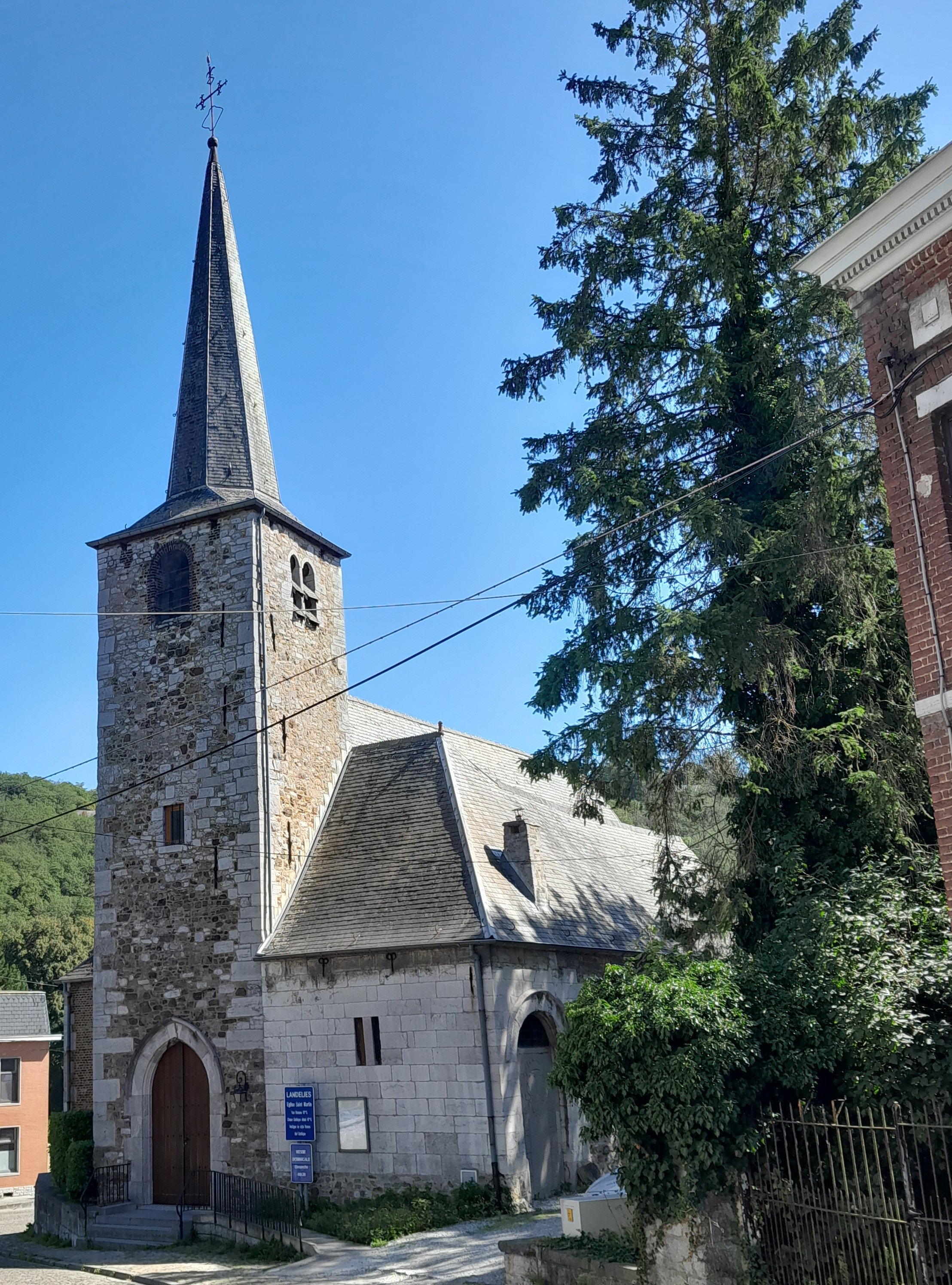
Église Saint-Martin de Landelies.

- L'église Saint-Martin : classée au patrimoine wallon. La première mention d'une église se trouve dans une charte de 1223. Elle se compose d'une tour romane du Xe siècle en grès dont les angles sont renforcés par un appareillage, d'un chœur gothique et d'une nef bâtie en 1518 et possède des stèles du XVIIIe siècle au nom de la famille de Corswarem. La porte d'entrée a été percée en 1855. L'église a été incendiée en 1783 et 1860.
- L’ancien hôtel communal de style néoflamand datant de 1866 ;
- Une tourelle au-dessus de l'Église dans la rue de Leernes est l'unique vestige du château seigneurial des de Looz-Corswarem. Les habitations à droite de la tourelle sont des dépendances de l’ancien manoir transformées ou reconstruites[5];
- L'écluse no 9 de Landelies construite en 1828 sous la période hollandaise ;
- Dans la rue de Leernes, la ferme Miesse est un bâtiment en pierre appareillées avec en son milieu une tour avec un soubassement en pierre[3].

### Culture
- Bibliothèque Thomas Peeters.
- Une scène du film Mandy avec Nicolas Cage a été filmée en 2018 sur le site des carrières de la Sambre avec des scènes de cascade et l'explosion d'un bâtiment.

#### Folklore

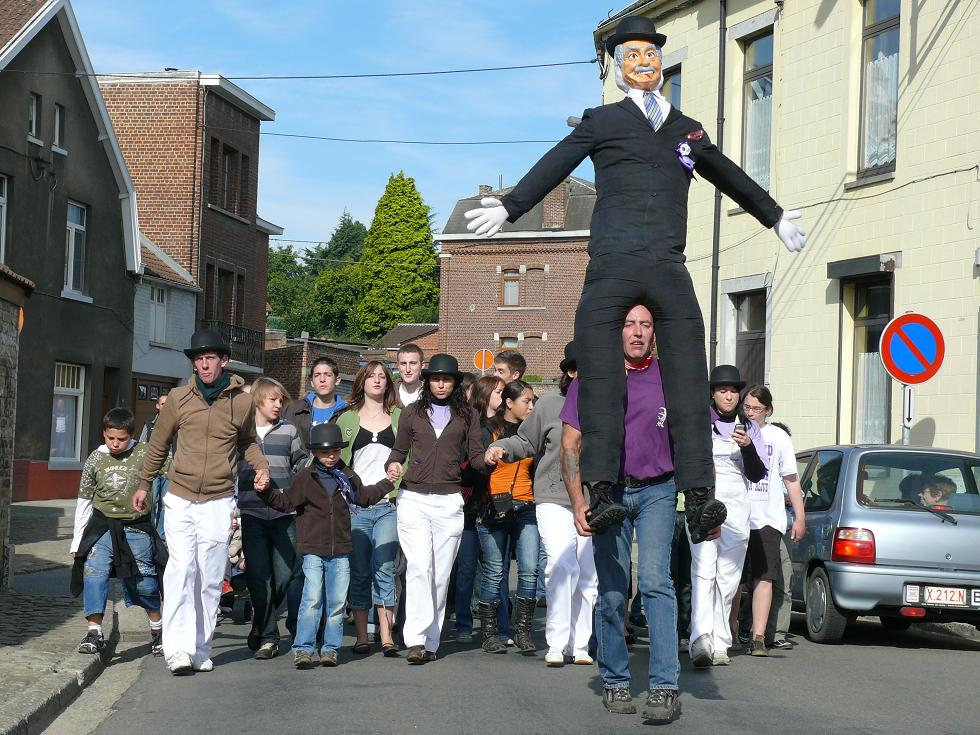
La ducasse d'Jean.

Depuis 1974, Landelies peut revivre chaque année la Ducasse D'jean qui avait cessé après 1964. C'est donc grâce à des personnes tels que Guy Tonnelier, Jean-Louis Van herck et dix autres membres du comité que cette festivité a pu reprendre son cours depuis 1974. Depuis plus d'une centaine de membres ont eu le privilège de côtoyer D'jean durant le 3e week-end de septembre pour le promener le dimanche dès 8 heures du matin et le voir s'en aller dans un feu de joie la nuit tombée.

## Enseignement
- Enseignement communal : école de Landelies « la Chouette École de Landelies » (maternel et primaire).

## Galerie

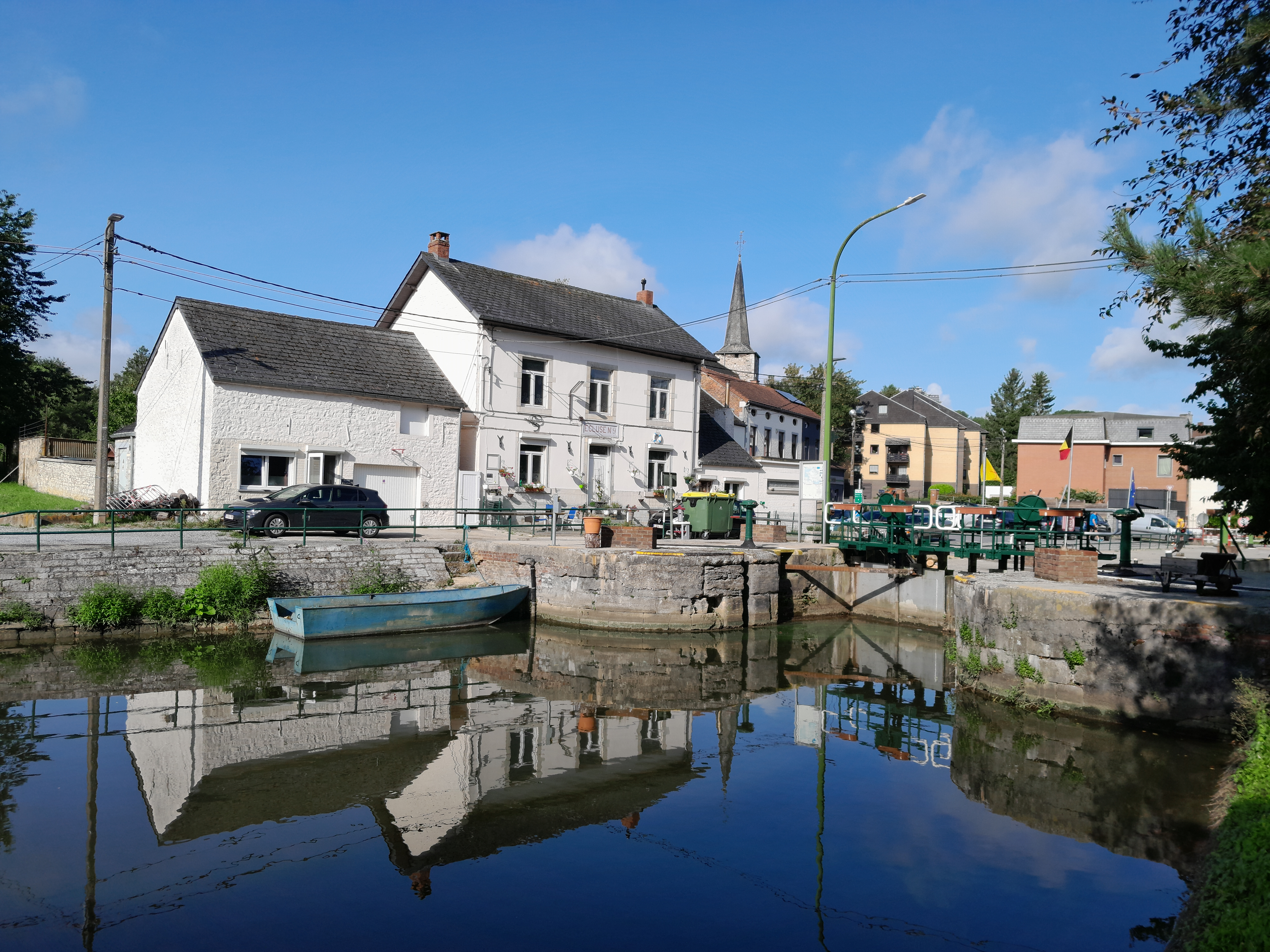
Écluse n°9.
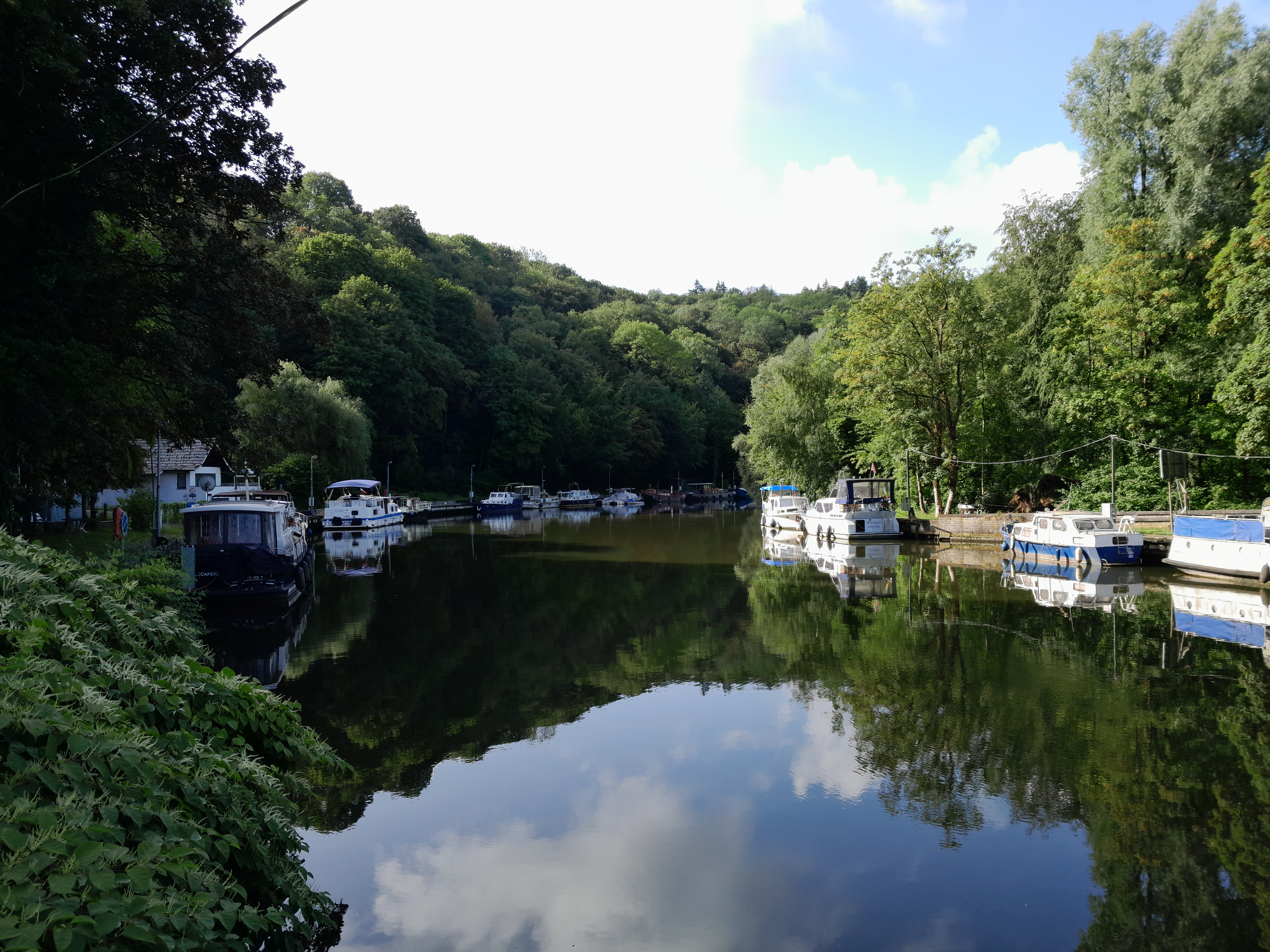
Port de plaisance.
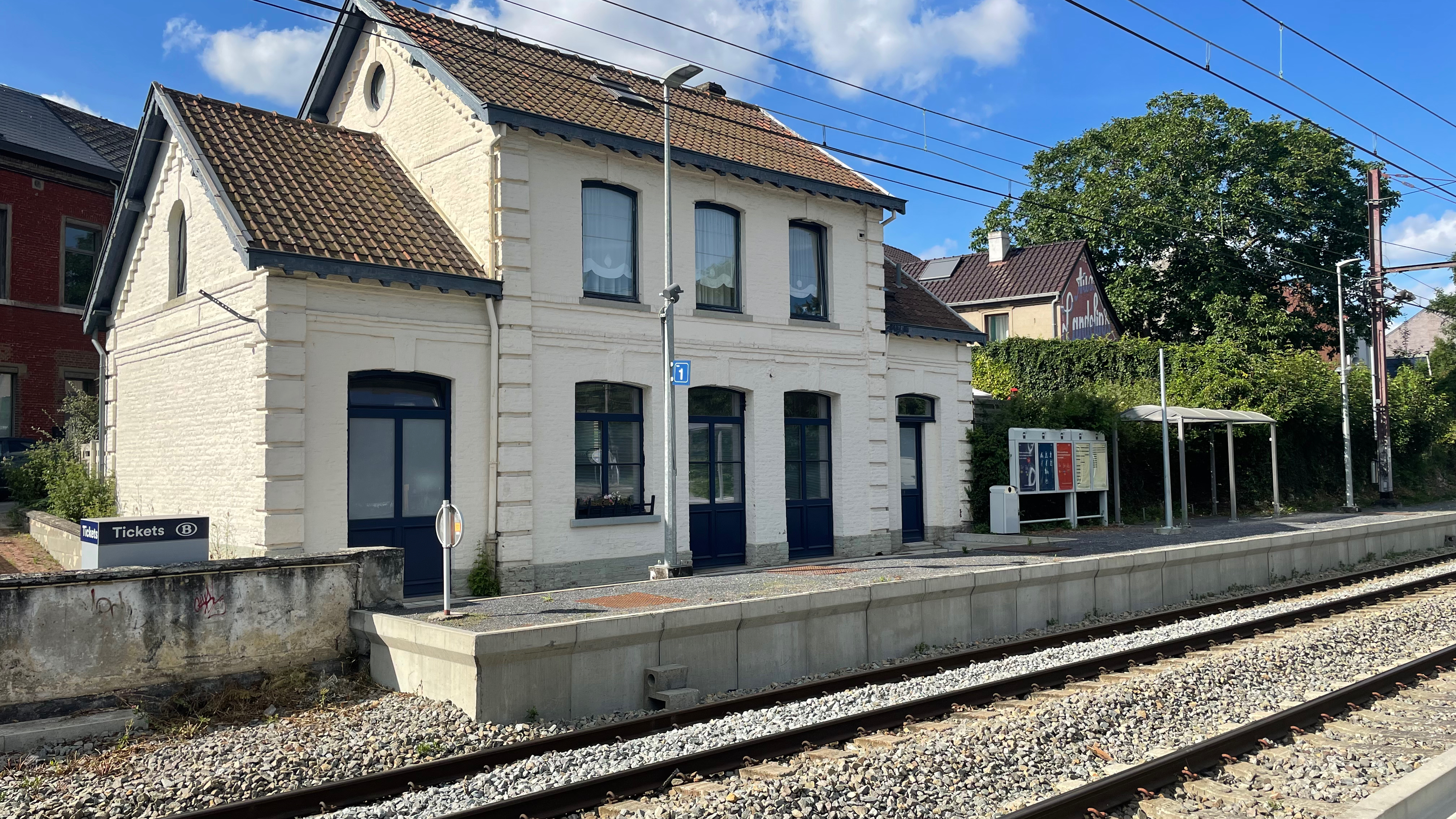
La Gare.
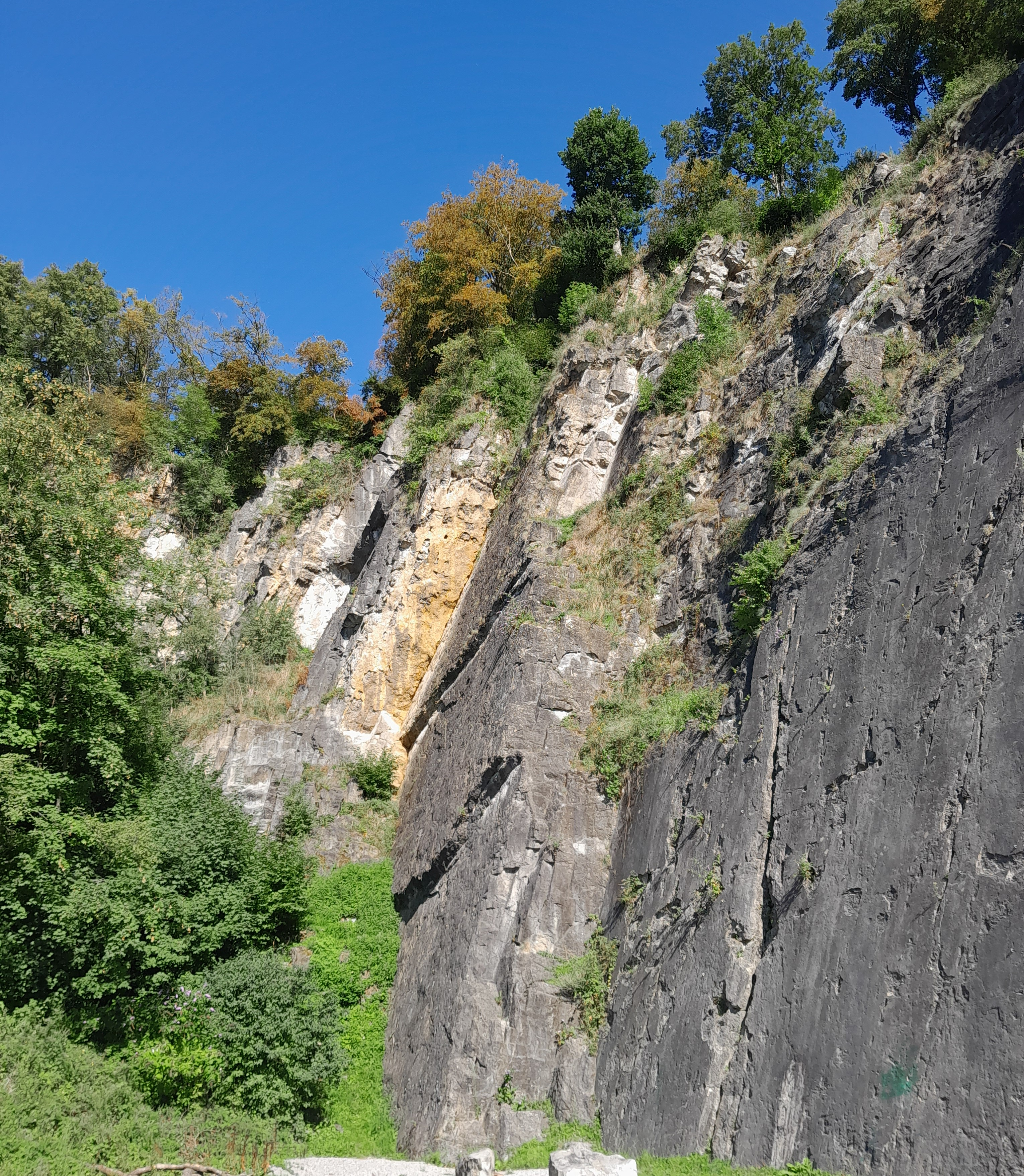
Site d'escalade.

## Économie
- Les Calcaires de la Sambre à Landelies : la carrière du Blanc Caillou, située le long de la Sambre, exploite un gisement de calcaire depuis près de deux siècles. En juin 1815, Jacques-Aubin Dolbeau, géologue et officier français dans l'armée napoléonienne, se dirigeait le long de la Sambre vers Waterloo pour y prendre part à la bataille et a remarqué le gisement de calcaire très pur de Landelies. Il en commence l’extraction plusieurs années plus tard. À présent, l'utilisation du calcaire sert à la décoration, la construction et l’industrie à destination des entreprises et des particuliers[8] ;
- Le Domaine du Blanc Caillou : vignoble et coopérative vinicole sur le plateau en bord de Sambre créé il y a moins de dix ans en concertation avec les Calcaires de la Sambre;
- Le port de plaisance de Landelies : il est géré par le Yacht Club de Haute Sambre et accueille des bateaux de plaisance ne dépassant pas quinze mètres de long[9]. Depuis la réouverture du canal de l'Oise côté français en juillet 2021, la navigation de plaisance sur la Sambre a fortement augmenté notamment en direction de Paris;
- Recypark Montigny-le-Tilleul (Landelies).

### Transport et mobilité
Landelies dispose d'une gare sur la ligne ferroviaire Charleroi-Central - Maubeuge. Le temps de trajet en train entre Landelies et Charleroi s'élève à dix minutes.
Le village est sur une ligne du bus TEC et est desservi par le bus 173 Charleroi-Central - Piéton.
Enfin, Landelies se trouve sur le RAVeL W6 « Au fil de l’eau », itinéraire cycliste en site propre. Cet itinéraire emprunte le chemin de halage le long de la Sambre et relie Landelies à Charleroi et Thuin. Par ailleurs, Landelies se situe sur la route EuroVelo3, également nommée « Véloroute des pèlerins » . Il s'agit d'une route longue de 5 122 km qui relie Trondheim en Norvège à Saint-Jacques-de-Compostelle en Espagne. L’itinéraire traverse ainsi sept pays, la Norvège, la Suède, le Danemark, l’Allemagne, la Belgique, la France et l’Espagne.

### Promenades et tourisme vert

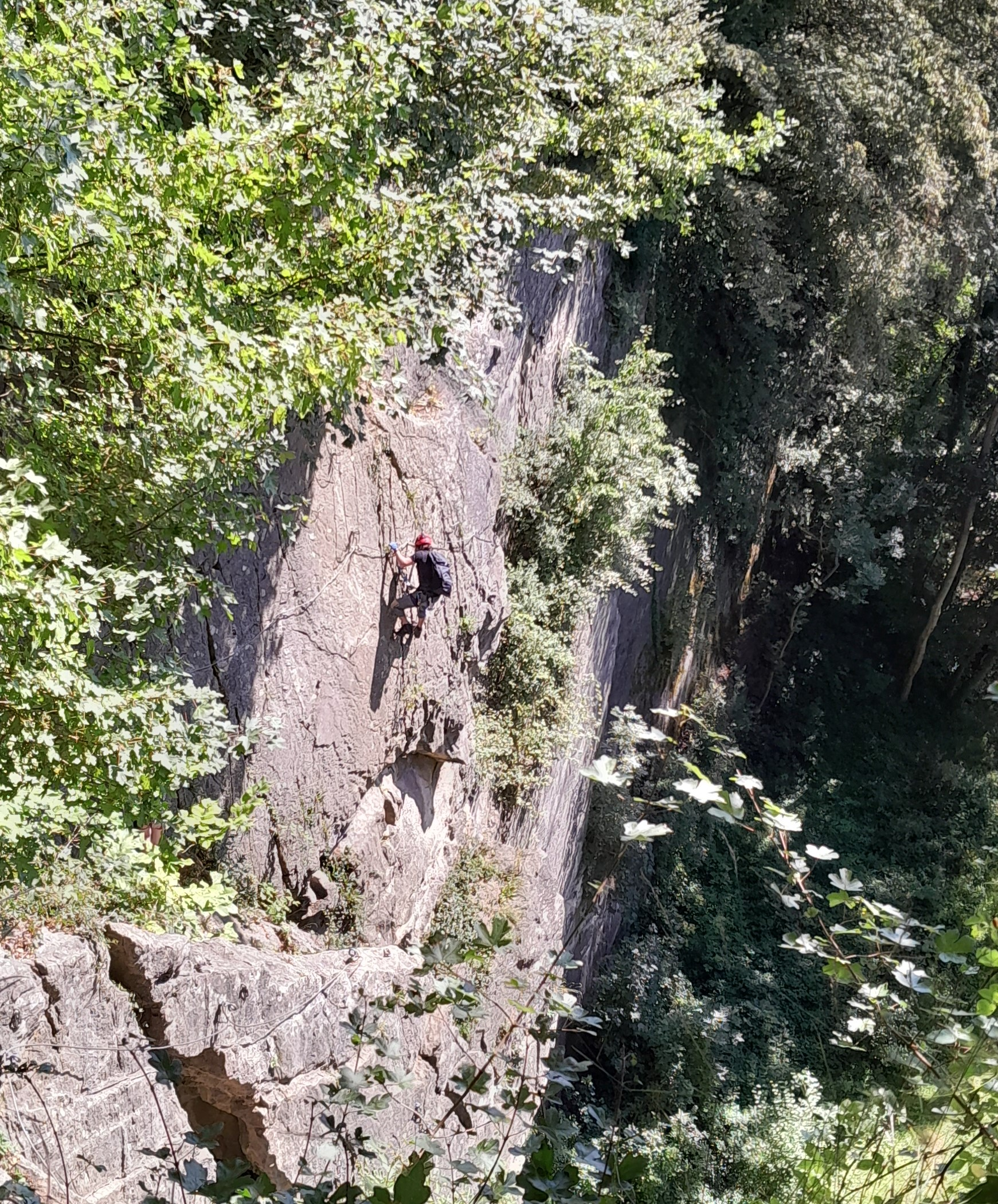
Via ferrata de Landelies.

#### Réserve naturelle et ornithologique de Landelies
En aval de Landelies, la réserve naturelle de Landelies, Site de Grand Intérêt Biologique (SGIB), occupe un versant escarpé de la vallée de la Sambre. Elle couvre une surface de 24 hectares.
Le site est situé sur un plateau calcaire couvert de bois. L'on y trouve une chênaie calcicole comportant diverses variétés telles que des charmes, érables champêtre, frênes, mérisiers, etc. Des pelouses calcaires sont présentes sur les crêtes rocheuses. L'on note également des massifs de buis dans le sous-bois. On y trouve en abondance une plante rarissime en Belgique : l'arabette tourette. Plusieurs espèces de rapaces nocturnes et diurnes ont établi leur nid sur le site d'anciennes carrières calcaires. Les sentiers qui y sont tracés en surplomb de la vallée de la Sambre permettent de rejoindre ces anciennes carrières de Landelies, principal site d'escalade dans la région de Charleroi.

#### Bois du Prince
En amont de Landelies, de nombreux sentiers à l'intérieur du Bois du Prince en bord de Sambre ou sur son versant permettent de relier ce village au site touristique de l'Abbaye d'Aulne.

## Sport et vie associative

### Sport
- La salle Omnisports Henri Laloyaux accueille différents clubs/disciplines sportives : Judo Club de Landelies, psychomotricité, gymnastique, danse de salon et yoga ;
- Marche: Club pédestre « Les Sympas de Landelies » ;
- Escalade : rochers calcaires de Landelies en bord de Sambre, hauts de 42 m. Ils proposent une trentaine de voies équipées par le Club alpin belge de difficulté moyenne à extrêmement difficile en dalle et une via ferrata ;
- Pêche : le long de la Sambre et de l'étang, ancien bras de la Sambre (al vîye Sambe), à proximité de l'Abbaye d'Aulne ;
- Club de Tir L50 : tir au pistolet et à la carabine en calibre 22LR à titre sportif (disciplines de tir olympique).

### Vie associative

#### Jumelage
Landelies est jumelée depuis 1971 avec :   Cousolre (France).